# Val-d'Étangson
Val-d'Étangson é uma comuna francesa na região administrativa do País do Loire, no departamento de Sarthe. Estende-se por uma área de 31.31 km². Em 2010 a comuna tinha 536 habitantes (densidade: 17,1 hab./km²).